# Доротея Фридерика Бранденбург-Ансбахская
Доротея Фридерика Бранденбург-Ансбахская (нем. Dorothea Friederike von Brandenburg-Ansbach; 12 августа 1676, Ансбах — 13 марта 1731, Ханау) — принцесса Бранденбург-Ансбахская, в замужестве — графиня Ганау-Лихтенбергская.

## Биография
Доротея Фридерика — дочь Иоганна Фридриха Бранденбург-Ансбахского и его первой супруги Иоганны Елизаветы Баден-Дурлахской. Принцесса приходилась единокровной сестрой королевы Великобритании Каролины, супруги Георга II.
В августе 1699 года Доротея Фридерика вышла замуж за графа Иоганна Рейнгарда III Ганауского, став последней графиней Ганауской. У супругов родилась дочь Шарлотта Кристина Магдалена Иоганна, единственная наследница графства Ганау и будущая ландграфиня Гессен-Дармштадтская, супруга Людвига VIII Гессен-Дармштадтского. Доротею Фридерику похоронили в семейном склепе ганауских графов в лютеранской церкви Святого Иоанна в Ханау.